# Эванс, Аллан (музыковед)
Аллан Эванс (англ. Allan Evans; 4 апреля 1956, Голливуд, Калифорния — 6 июня 2020) — американский музыковед
 и музыкальный продюсер, владелец частной звукозаписывающей компании Arbiter, специализирующейся на восстановленных архивных записях академической музыки.
Окончил Маннес-колледж по классу композиции, преподавал там же курсы мировой музыки и исторического исполнительства. Подготовил около 100 публикаций для британской звукозаписывающей фирмы Pearl, в том числе полное собрание записей Игнаца Фридмана, с которого началось его увлечение малоизвестными исполнителями, и ряд уникальных записей Мечислава Хоршовского.
Основал фирму в 1996 году как Arbiter Recording Company, в 2002 году перерегистрировал её как некоммерческую организацию в сфере культуры Arbiter of Cultural Traditions, Inc. К 2005 году Эванс выпустил около 50 дисков, бо́льшая часть которых посвящена творчеству малоизвестных, незаслуженно забытых, мало записывавшихся исполнителей, среди которых Мадлен де Вальмалет, Ирен Марик, Эрика Морини, Игнац Тигерман, Этелька Фройнд; в то же время Эванс предпринял несколько амбициозных проектов — в частности, полное собрание звукозаписей Фёдора Шаляпина (анонсировано 12 CD, к настоящему времени выпущено 5). С 2001 года выпускался также ежегодный диск серии World Arbiter, посвящённый какому-либо явлению неакадемической музыки. Все свои релизы Эванс сопровождал развёрнутыми комментариями.